# Залісся (Чорнобильський район)
Залісся — колишнє село в Україні Вишгородського району Київської області, що знято з обліку в зв'язку з відселенням мешканців внаслідок аварії на ЧАЕС.

## Історія
Час виникнення невідомий.
Згідно з привілеєм короля Сигізмунда II Августа 1566 року, належало Залеським. Потім було привласнене Єжи Струсем і здане в оренду Іванові Дяку. 6 червня 1594 року Стефан Янович Залеський вимагав повернути йому цю маєтність і компенсувати збитки за пожитки в усі часи. 1602 року мешканців Залісся пограбували на ярмарку у Вінниці. 1604 року Богушова Глебовська продала частину сіл Сидоровичі і Залісся Анджею Сурині. 1617 року Залісся отримав у спадок син Стефана Залеського Гордій.
У XVIII столітті стало одним з осередків гайдамацтва. 1768 року поряд із Заліссям стратили Івана Бондаренка.
1887 року у селі проживало 1155 осіб, а 1900 року — вже 1282 мешканці.
Довідкове видання «Історія міст і сіл УРСР» 1971 року подає такі дані про село:

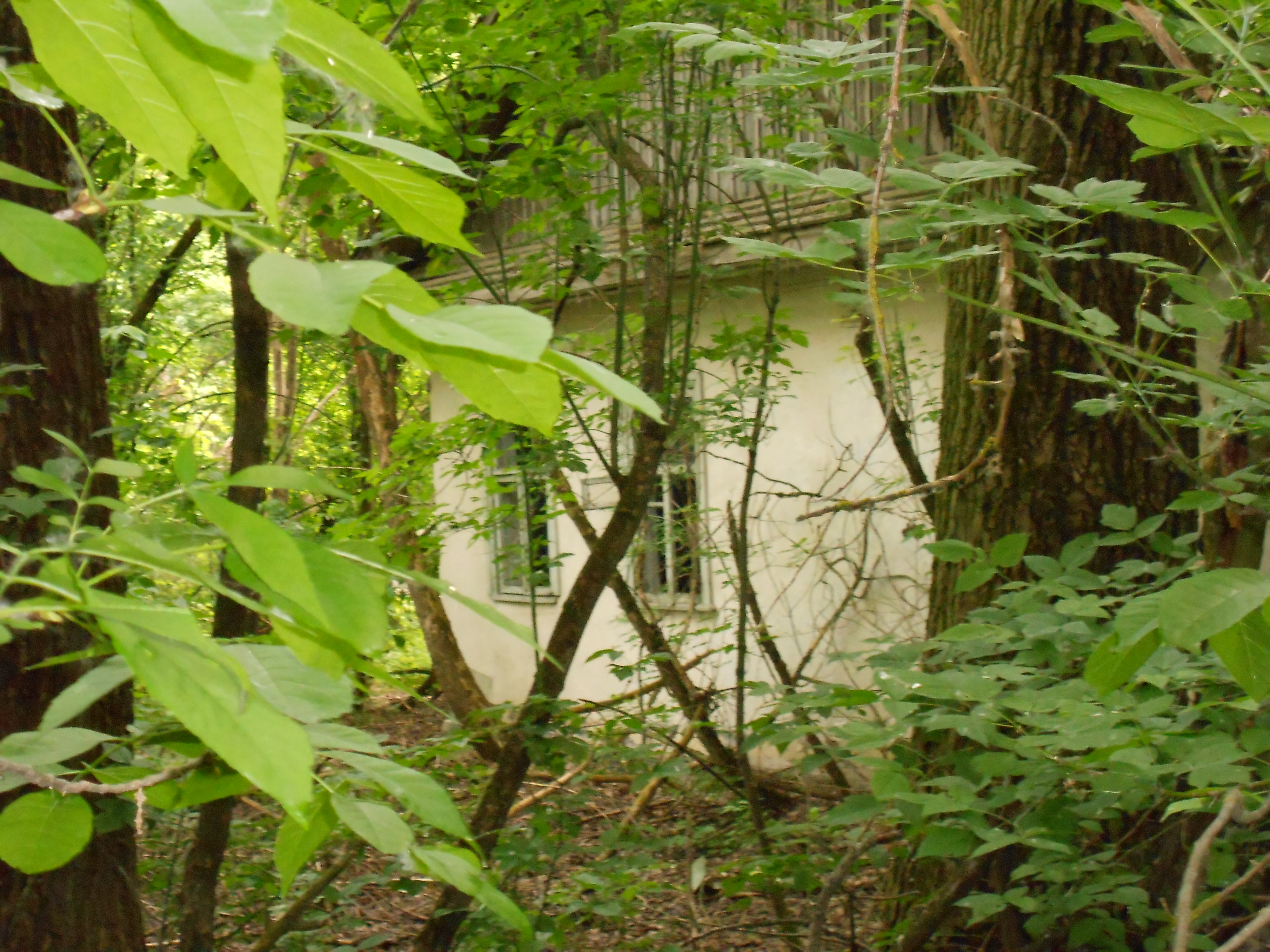
Покинута хата у селі Залісся (Чорнобильський район), 24 травня 2013.

Залісся — село, центр сільської Ради, розташоване за 3 км від районного центру і за 23 км від залізничної станції Янів. Населення — 3062 чоловіка. Сільській Раді підпорядковані населені пункти Запілля, Іванівка та Новосілки. У селі — центральна садиба колгоспу „Дружба“, який має 5,3 тис. га сільськогосподарських угідь, у тому числі 3,5 тис. га орної землі. За самовіддану працю 35 колгоспників нагороджені орденами й медалями СРСР. Майстри високих урожаїв Д. І. Палагеча та У. Й. Ковчан удостоєні звання Героя Соціалістичної Праці. У Заліссі є середня школа, будинок культури, бібліотека, пологовий будинок. 76 жителів Залісся — учасників Великої Вітчизняної війни — нагороджено орденами й медалями СРСР. Поблизу Залісся виявлено могильник зарубинецької культури, а біля Запілля — залишки поселення доби неоліту.
 До аварії на ЧАЕС підпорядковувалося Чорнобильському району. Після аварії на ЧАЕС мешканців села Залісся було переселено у село Нове Залісся Бородянського р-ну. Виселене внаслідок сильного радіоактивного забруднення. Напередодні аварії на ЧАЕС у селі мешкало 2849 мешканці, було 1072 дворів. Офіційно зняте з обліку 1999 року за відсутністю жителів. Після Чорнобильської катастрофи село увійшло до 30-кілометрової зони відчуження. Станом на 2005 рік у селі проживало 5 самоселів.
Частина села згоріла під час лісових пожеж у 1992 році.
Частина території села згоріла під час лісових пожеж у 2020 році.
Село розміщується на відстані 600 м від Чорнобиля.
З кінця лютого до 1 квітня 2022 року село було окуповане російськими військами.

## Відомі люди
- У Заліссі народився батько російського політика Олексія Навального та його двоюрідна сестра Марина Навальна — український філолог, громадський діяч.

## Згадки у масовій культурі
- Залісся згадується у грі виробництва української відеоігрової компанії GSC Game World S.T.A.L.K.E.R. 2 Серце Чорнобиля як одна з головних локацій-баз у грі.

## Галерея

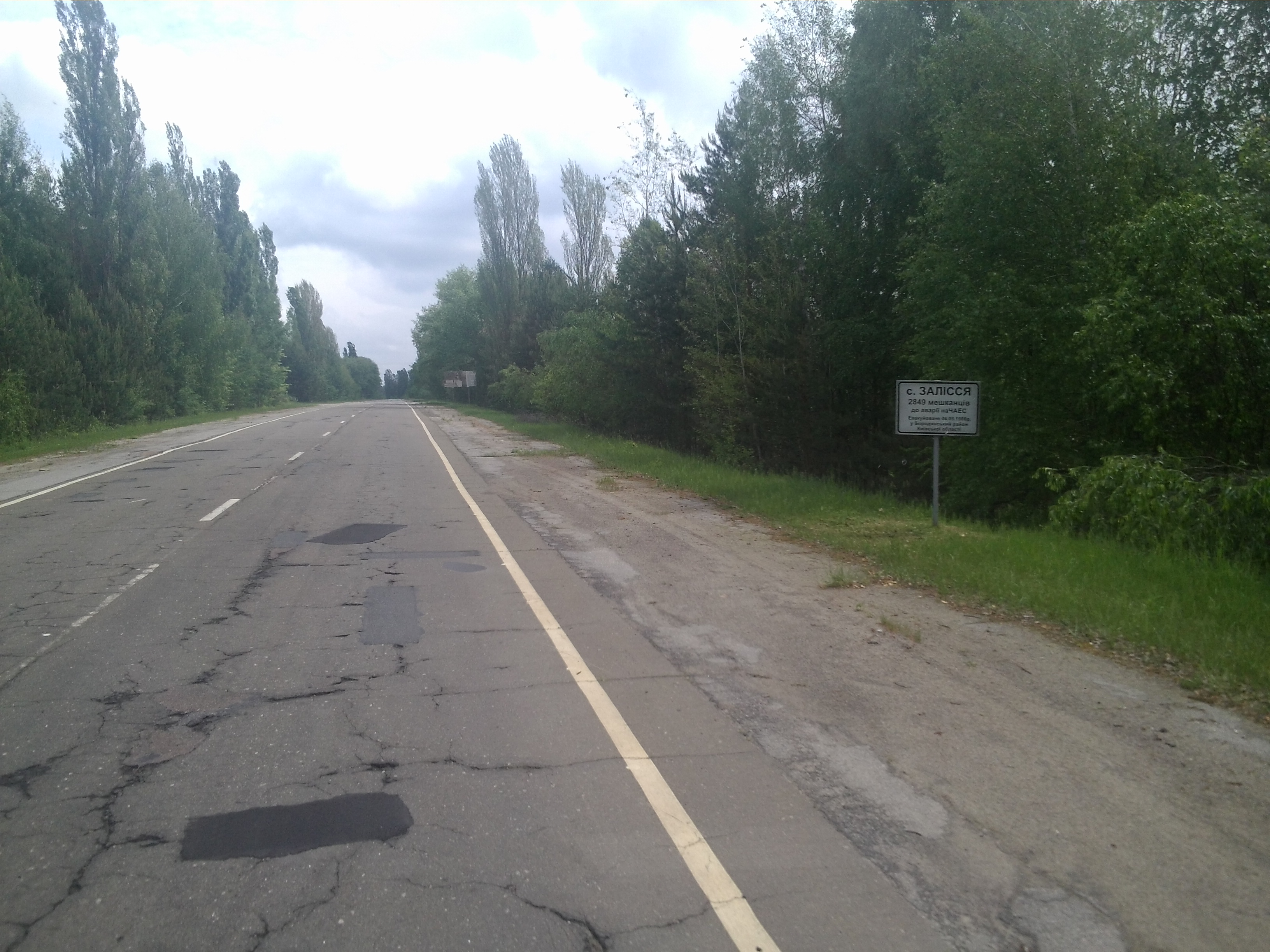
При в'їзді до села
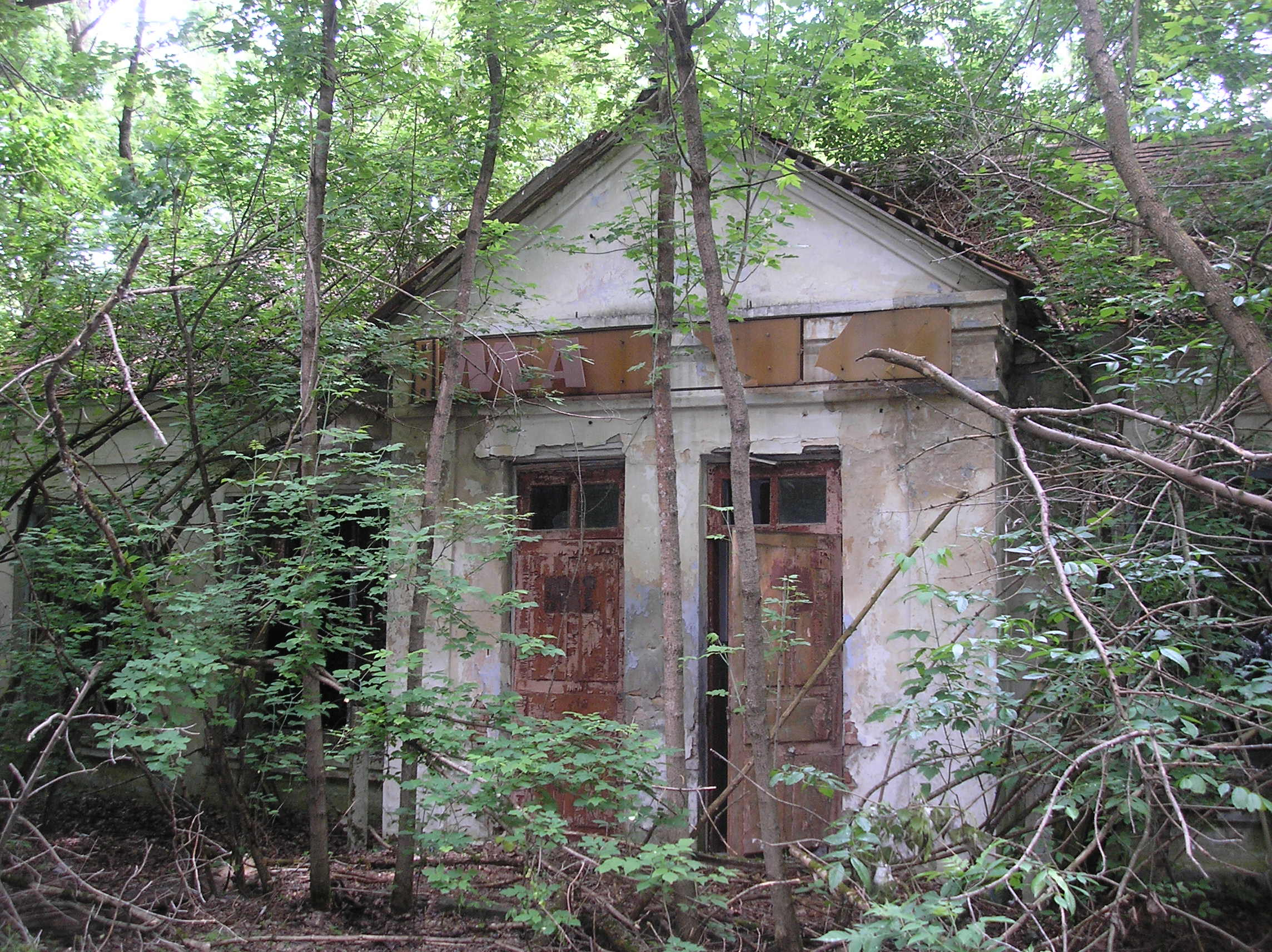
Покинута будівля в селі Залісся
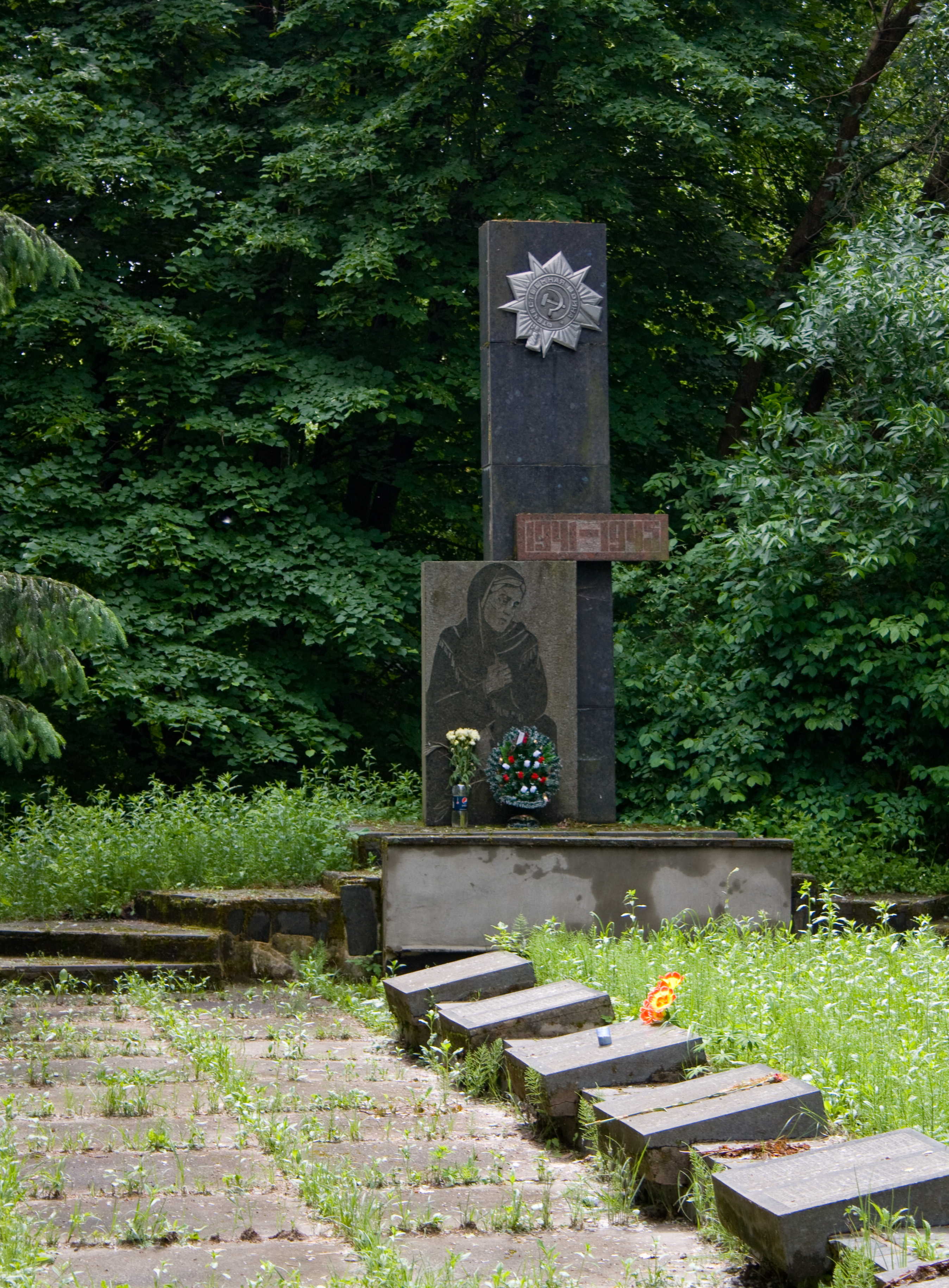
Пам'ятник загиблим воїнам-односельчанам
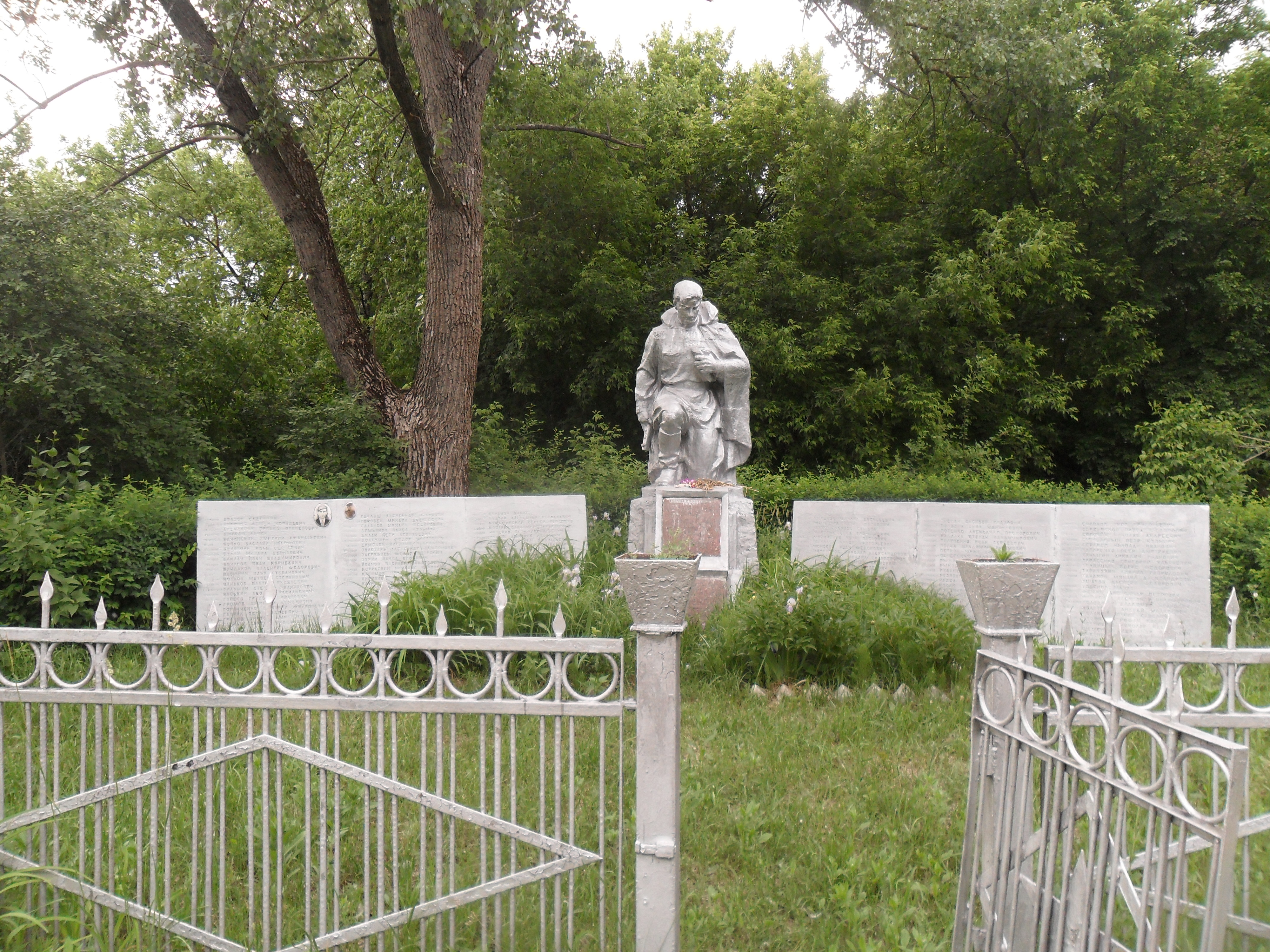
Військовий меморіал в селі Залісся (похований Герой Радянського Союзу Петров Микола Андрійович)
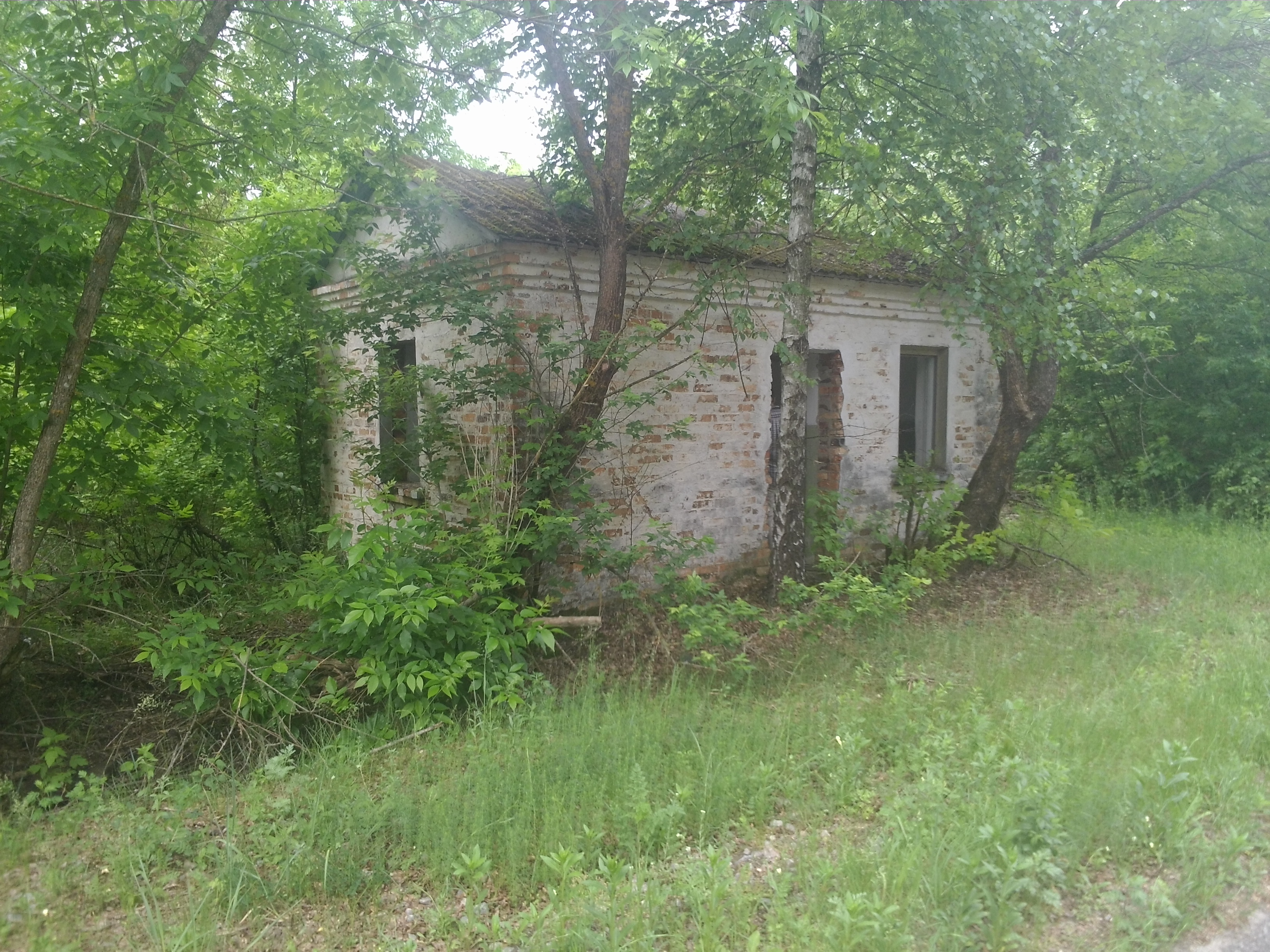
Покинута будівля
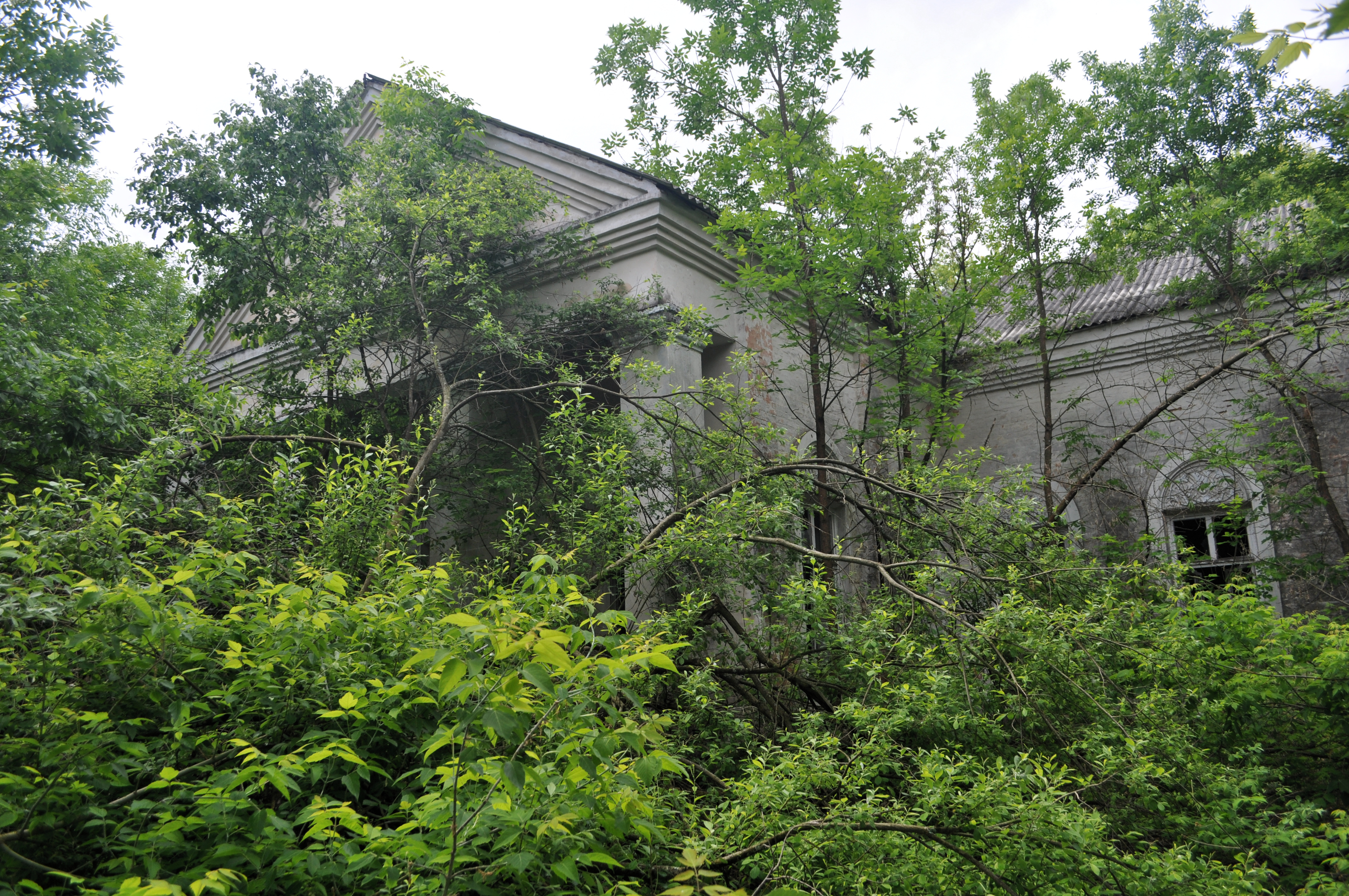
Будівля Будинку культури
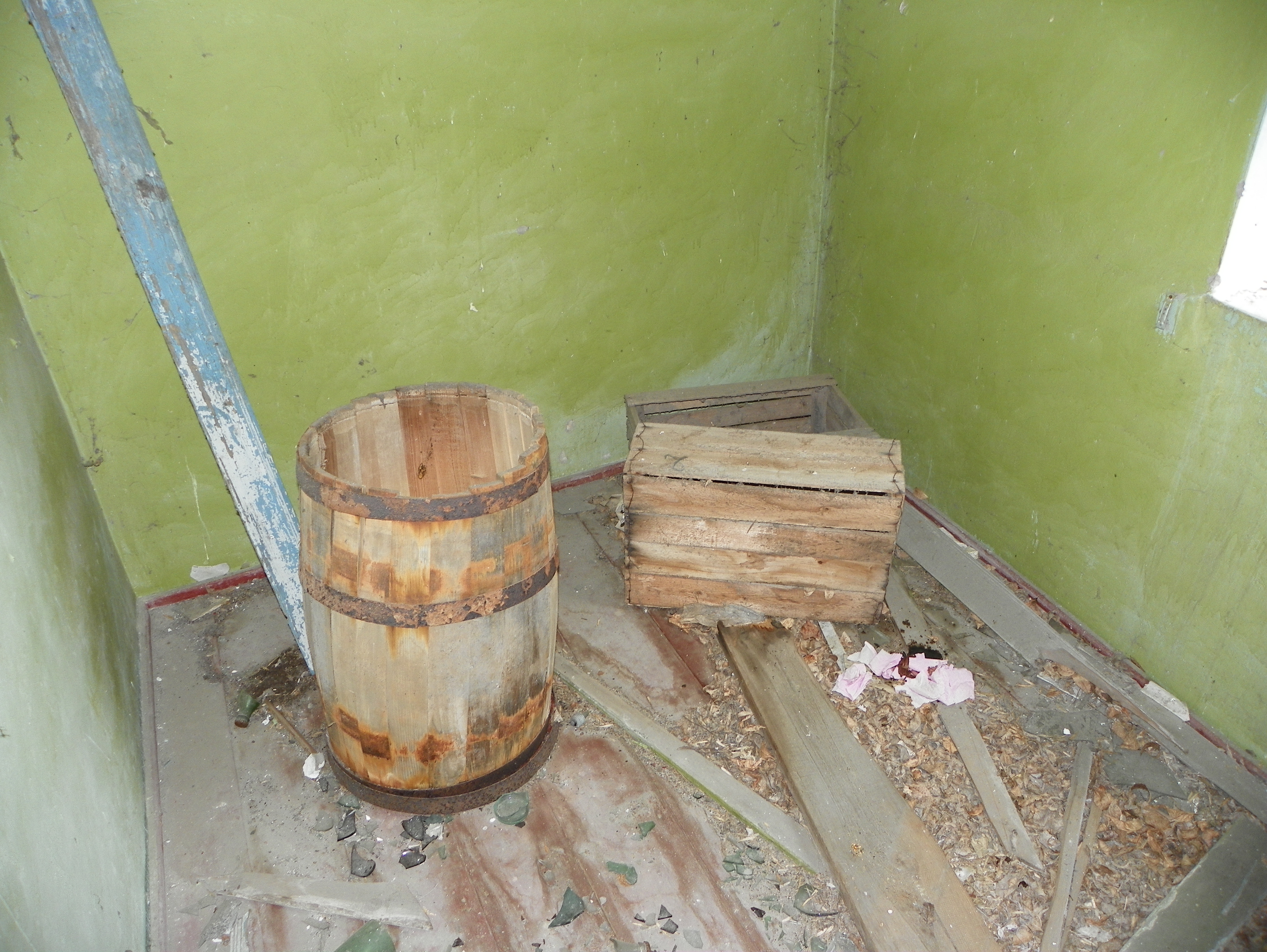
Всередині одного з будинків
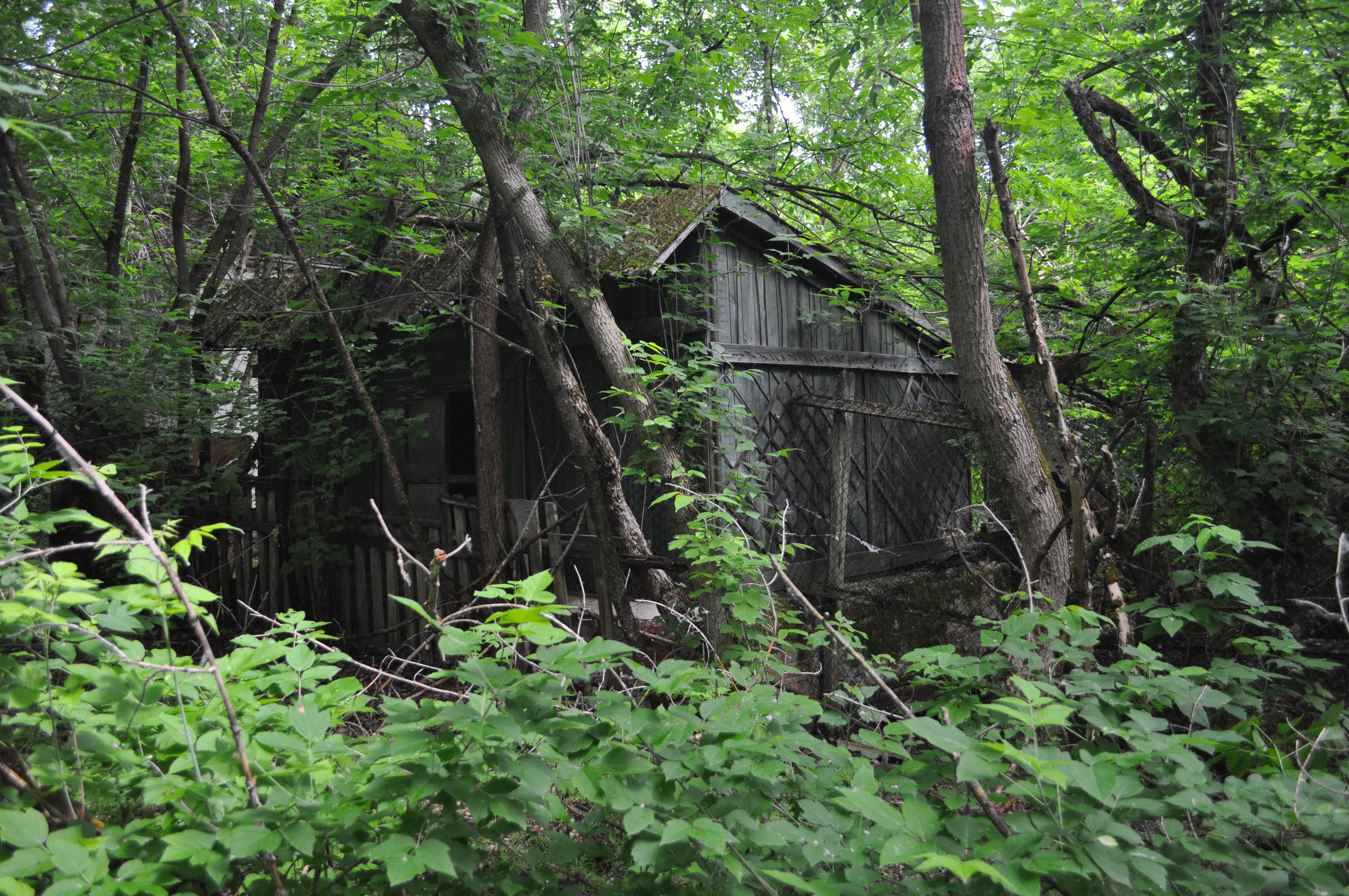
Колишні житлові будинки позаростали деревами

## У мистецтві
- Чорнобиль: Два кольори часу